# ESG Esslingen
Die Eissportgemeinschaft Esslingen e. V. (ESG Esslingen) ist ein 1973 gegründeter Verein für verschiedene Eissportarten aus Esslingen in Baden-Württemberg. Es gibt eine Eishockey-, eine Eiskunstlauf- und eine Eisstockschießen-Abteilung. Heimatstadion ist das vereinseigene Richard-Hirschmann-Eisstadion.

## Vereins- und Stadiongeschichte
Auf Initiative von Richard Hirschmann wurde im November 1973 der Eissportclub Esslingen e. V. gegründet. Der Senator verstarb schon 1974, aber das Ziel eine Kunsteisbahn zu errichten rückte dennoch näher, weil der damalige Oberbürgermeister Eberhard Klapproth die Gründung eines Fördervereins Kunsteisbahn Esslingen e. V. anregte. Sie folgte am 18. März 1974. 1976 hatte der Förderverein schon 300.000 DM zusammen. Mit Zuschüssen des Landessportverband und der Stadt wurde der Bau einer Eisbahn gewagt. Die Eröffnung fand am 6. und 7. November 1976 statt. 1977 schloss sich der Eissportclub dem Förderverein an. Der Verein wurde in Eissportgesellschaft Esslingen e. V. umbenannt. Gemeinsam war 1979 ein weiterer Ausbau der Halle möglich. 1984 bekam die Halle ihren heutigen Namen, die Vereinsmitglieder beschlossen, zum 10. Todestag von Richard Hirschmann dem Stadion seinen Namen zu geben.

## Abteilungen

### Eishockey
Die ESG Esslingen unterhält eine Herren-, eine Damen- und verschiedene Nachwuchsmannschaften:

#### Frauen
- Die Frauenmannschaft war vor allem in den 1990er Jahren eine der besten in Deutschland. 1984 gewann diese die allererste und von 1995 bis 1998 vier weitere Deutsche Meisterschaften und nahm von 1988/89 bis 1989/90, von 1991/92 bis 2003/04 und von 2011/12 bis 2013/14 an der Fraueneishockey-Bundesliga teil. Seitdem spielt die Mannschaft als Pesky Kids in der zweitklassigen EBW-Landesliga.

#### Herren
- In der Saison 1994/95 gelang den Herren der SG Wernau/Esslingen die Meisterschaft in der Regionalliga Süd-West und der Aufstieg in die 2. Liga Süd. Der ESC Wernau konnte 1986, 1989 und 1990 die Meisterschaft in der RL SW gewinnen und die ESG Esslingen wurde 1989 Vizemeister sowie 1991 und 1993 Meister der RL SW. Die Herrenmannschaft des ESG Esslingen spielte zuletzt 2005/06 in der viertklassigen Baden-Württemberg-Liga, der höchsten Spielklasse des Eissportverbandes Baden-Württemberg (EBW), und wurden 2006/07 mangels Spieler nicht mehr zum Spielbetrieb gemeldet. Die unter dem Dach der ESG hobbymäßig organisierte Mannschaft der Eisbrecher, die ursprünglich als eigenständiger Stuttgarter Verein gegründet wurden und sich 1994 der ESG anschlossen, wurde so 2006/07 zur Herrenmannschaft der ESG und nimmt an der Hobbyliga um den Schwaben-Cup teil. Der ESGE nimmt ab der Saison 2017/18 wieder am Spielbetrieb des Baden-Württembergischen Eissport-Verbandes (EBW) teil und startet dort in der Landesliga Baden-Württemberg.

### Eiskunstlauf
Auch die Eiskunstlauf-Abteilung der ESG konnte schon einige Erfolge feiern. So stellte sie schon 12 Teilnehmerinnen oder Teilnehmer an Deutschen Meisterschaften. Vereinsmitglieder wurden 1996 und 1998 jeweils deutscher Vize-Meister, 2003 baden-württembergischer Meister.

### Eisstockschießen
In der ESG gibt es drei Eisstocksport-Mannschaften: zwei Herren- und ein Damenmannschaft. Jeweils eine Herrenmannschaften spielt in der 1. bzw. 2. Bundesliga Südwest.